# Anamesia frenchii
Anamesia frenchii är en kackerlacksart som beskrevs av Johann Gottlieb Otto Tepper 1893. Anamesia frenchii ingår i släktet Anamesia och familjen storkackerlackor. Inga underarter finns listade i Catalogue of Life.